# Kurt Heinrich Debus

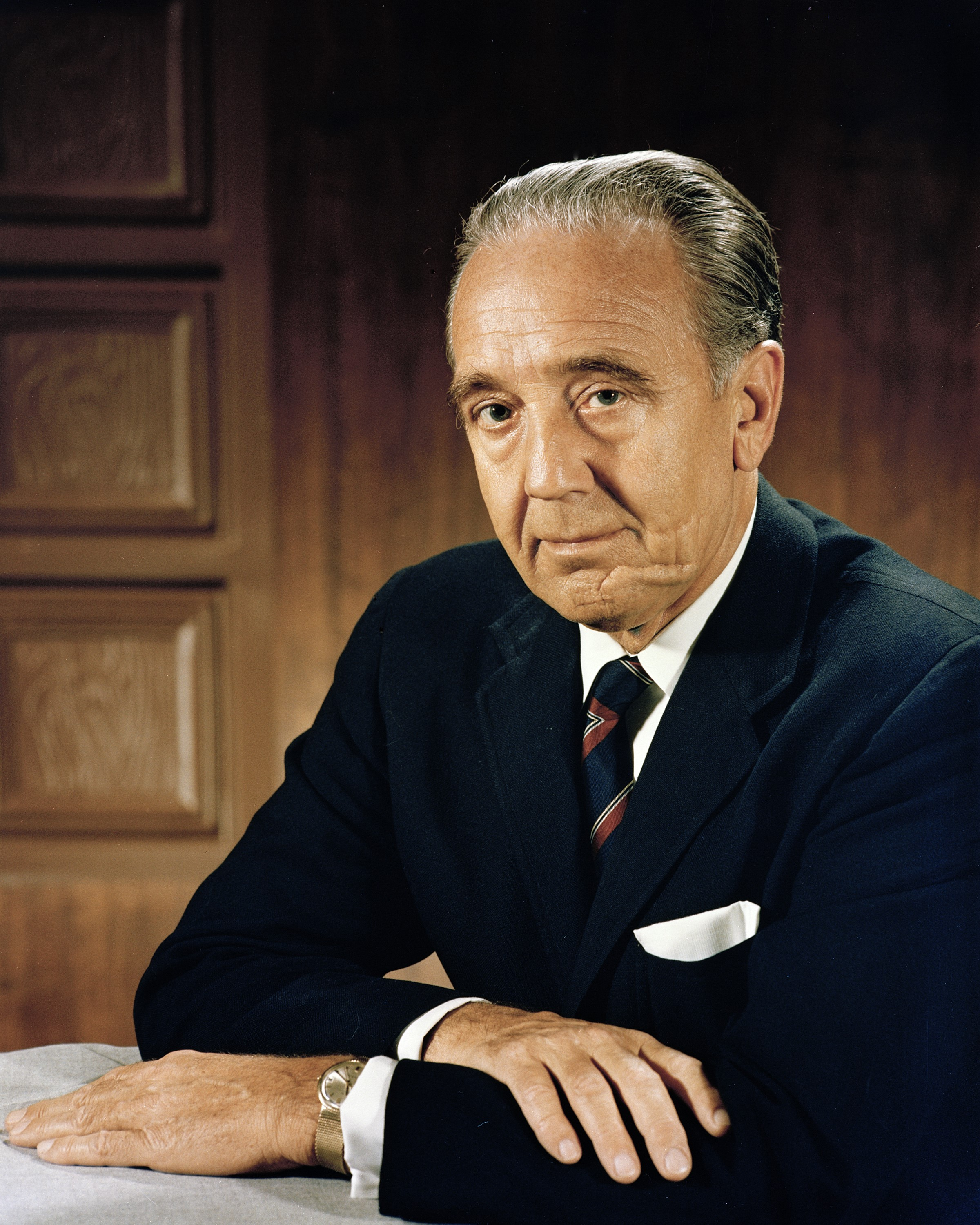
Kurt H. Debus als Direktor des NASA-Kennedy Space Centers (1962 bis 1974)

Kurt Heinrich Debus (* 29. November 1908 in Frankfurt am Main; † 10. Oktober 1983 in Cocoa Beach, Florida) war ein deutscher Raketenpionier. Von 1944 bis Februar 1945 war er Betriebsleiter des Prüfstands VII in Peenemünde, zwischen Juli 1962 und November 1974 war er Direktor des Kennedy Space Centers.

## Biographie
Kurt Debus war der Sohn von Heinrich Peter Jacob Debus und dessen Frau Melly Frida Debus (geb. Graulich). Er begann 1929 ein Studium der Elektrotechnik an der Technischen Hochschule Darmstadt, wo er 1930 Mitglied der Burschenschaft Markomannia – später Darmstädter Burschenschaft Rheno-Markomannia – wurde. 
Zum 1. Mai 1933 trat er in die SA ein und blieb dort bis zum 2. Dezember 1936 Mitglied. 
1935 erwarb er sein Diplom in Elektrotechnik und wurde Assistent von Ernst Hueter. 
Am 30. Juni 1937 heiratete er Irmgard Helene Brückmann (1915–1994). Aus der Ehe gingen die Töchter Ute Irmgard (1940–2011) und Siegrid (* 1944) hervor. 
1939 wurde er im Fach Elektrotechnik an der TH Darmstadt promoviert und arbeitete dann als Wissenschaftlicher Mitarbeiter weiter an der TH. 
Zum 1. Februar 1939 trat er der SS bei (SS-Nummer 426.559), ab diesem Jahr hatte Wernher von Braun mehrfach ohne Erfolg versucht, Debus für die Arbeit an der V2 in Peenemünde zu gewinnen. 
Noch zur Zeit seiner Tätigkeit bei der TH Darmstadt zeigte er einen Arbeitskollegen im Jahr 1942 bei der Gestapo an, wegen angeblicher „staatsabträglicher“ Äußerungen. Dieser wurde daraufhin zu zwei Jahren Gefängnis nach dem damaligen Heimtückegesetz verurteilt.
Vor die Wahl gestellt, Soldat zu werden oder nach Peenemünde zu gehen, entschied er sich für Letzteres und arbeitete ab August 1943 als Entwicklungsingenieur bei der Heeresversuchsanstalt Peenemünde an der V2-Rakete. Zuletzt war er dort Betriebsleiter des Prüfstands VII.

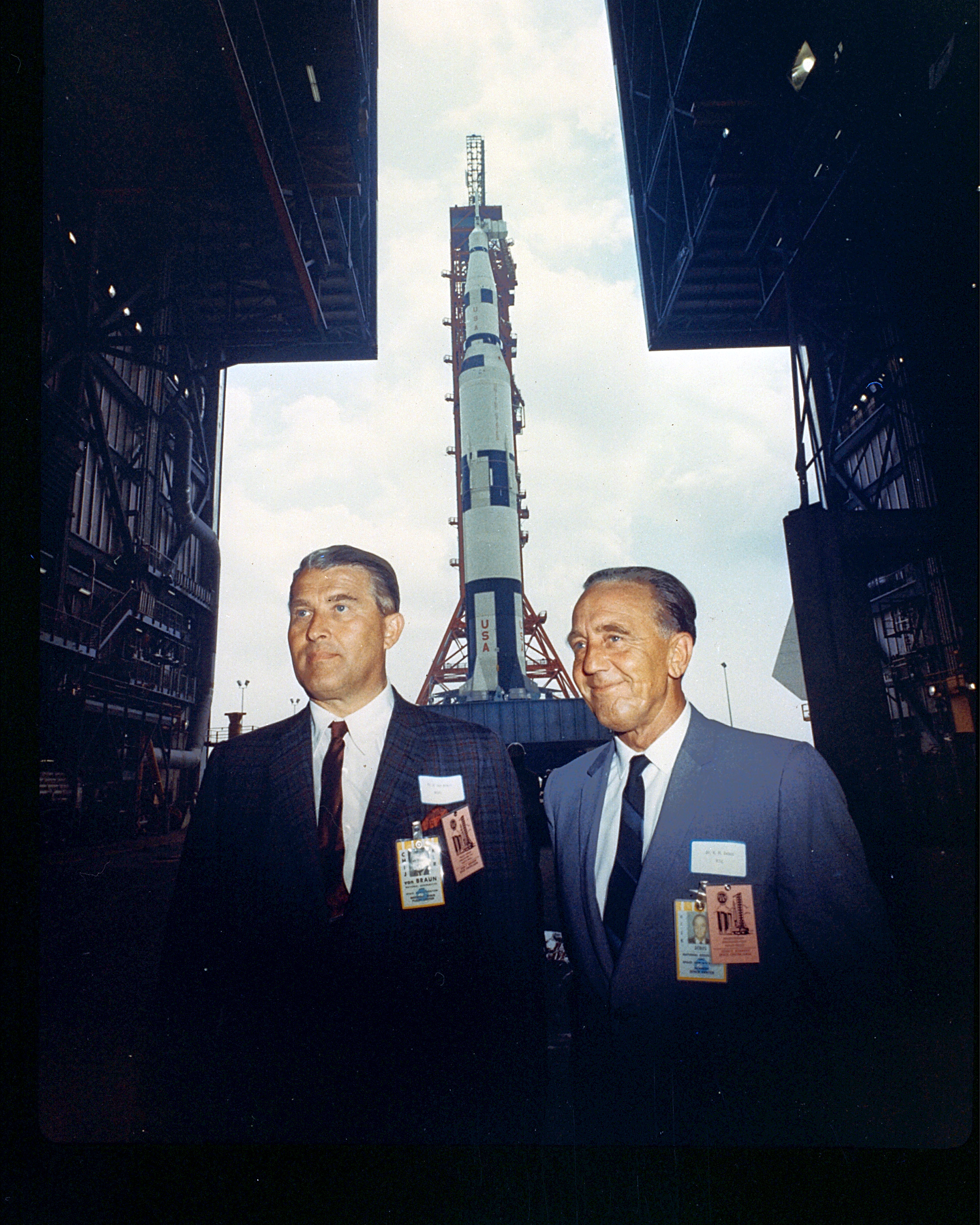
Wernher von Braun und Kurt Debus vor „ihrer“ Mondrakete Saturn V (1966)

Debus kam 1945 zusammen mit einer Gruppe von Ingenieuren und Wissenschaftlern um Wernher von Braun im Rahmen der Operation Paperclip in die USA. Bis 1950, also fünf Jahre lang, arbeitete die Gruppe in Fort Bliss (Texas) und zog dann auf das Redstone Arsenal in Huntsville (Alabama).
Von 1952 bis 1960 war Kurt Debus bei der auf dem Gelände des Redstone Arsenal angesiedelten Army Ballistic Missile Agency (ABMA). Für diese Einrichtung überwachte er auf der Cape Canaveral Air Force Station den Start der ersten US-amerikanischen ballistischen Rakete, der militärischen Variante der Redstone. Aus dem militärischen Redstone-Programm entstand unter seiner maßgeblichen Beteiligung das Mercury-Redstone-Programm, ein Vorläufer des Apollo-Programms.
Debus wurde 1962 Direktor des Start Operation Centers und schließlich Direktor des John F. Kennedy Space Centers. Während dieser Zeit war er verantwortlich für die Starts des Apollo-Programms einschließlich der sechs Mondlandungen (Apollo 11 bis Apollo 17; Apollo 13 wurde vorzeitig abgebrochen). Unter seiner Leitung gelangen u. a. die folgenden Missionen:
- 1961: Alan Shepard, erster Amerikaner im Weltall
- 1962: John Glenn, umrundet als erster Amerikaner die Erde
- 1969: Neil Armstrong als erster Mensch auf dem Mond
- 1973: Start des Weltraumlabors Skylab

1974 zog er sich von der Position als Direktor des Space Centers zurück. In den Jahren 1975 bis 1980 war er Vorsitzender des Aufsichtsrates der OTRAG.

## Ehrungen
1975 wurde er zum Mitglied der National Academy of Engineering gewählt. Nach Kurt H. Debus wurde der Mondkrater Debus auf der Mondrückseite benannt.